# Puydaniel
Puydaniel är en kommun i departementet Haute-Garonne i regionen Occitanien i södra Frankrike. Kommunen ligger i kantonen Auterive som tillhör arrondissementet Muret. År 2022 hade Puydaniel 573 invånare.

## Befolkningsutveckling
Antalet invånare i kommunen Puydaniel
Referens:INSEE